# 오창읍
오창읍(梧倉邑)은 대한민국 청주시 청원구에 있는 읍이다. 1914년 행정 구역 개편으로 오근부곡과 창리에서 이름을 따 오창면으로 개칭하였다. 2005년부터 오창과학산업단지가 조성되기 시작하여 인구 3만 명을 넘어 2007년 오창읍으로 승격되었고, 2015년부터 제2오창과학산업단지도 조성되면서 인구 5만 명을 넘어섰다. 2020년 인구 7만 명을 넘어서면서 2021년 5월 4급 읍장을 두는 이른바 '대읍'이 되었으며, 책임읍면동제로 여권 발급 등 기존 구청의 사무를 위임받게 되었다.
2023년부터 인구가 감소중이다.

## 행정 구역 변천
- 조선시대 청주군 북강외일상면(北江外一上面)(26개 리), 북강외일하면(北江外一下面)(31개 리), 북강외이면(北江外二面)[2]
- 1914년 4월 1일 청주군 오창면[3](34개 법정리)

| 충청북도령 제2호 | |
| 구 행정구역 | 신 행정구역 |
| 청주군 북강외일상면 도암리/동촌리/(북강외일하면)장대리 일부/괴정리 일부, 모정리 일부/도산리/환대리/장성리/일신리 일부, 원리, 유리, 일신리 일부/지산리/모정리 일부/학소리 일부, 학소리 일부/봉소리, 화산리 일부 | 오창면 도암리, 모정리, 원리, 유리, 일신리, 학소리, 화산리(華山里)                                                   |
| 청주군 북강외일하면 가곡리 일부/가서리/가동리, 괴정리 일부/슬천리/수전동/입동 일부/가곡리 일부, 기암리, 농소리, 복현리 일부/학성동/서촌/송평리 일부, 상평리/중평리/하평리, 석우촌/가남리, 반송리/주곡리 일부/대리, 목령리/하택리/산소동/주곡리 일부/양지북리, 장대리 일부/상조양리/송성리/부각리/송평리 일부/복현리 일부, 주곡리 일부/동성리, 창리/입동 일부, 탑리 | 오창면 가곡리, 괴정리, 기암리, 농소리, 복현리, 상평리, 석우리, 송대리, 양지리, 장대리, 주성리, 창리, 탑리           |
| 청주군 북강외이면 가좌동/번천리/용두동 일부/송한동, 각동/양청리 일부, 구룡리, 두릉리/두릉동 일부/두문동/장재동, 백현리, 성산리/두명동/성봉리/상별리, 성재동/두릉동 일부/자포동/방화동/(서강외이상면)강정리 일부, 신평리/외수동/중신리 일부, 양청리 일부/회암리, 용두동 일부/후기촌 일부, 중신리 일부/신촌리 일부, 후기촌 일부/신촌리 일부, 화산리                  | 오창면 가좌리, 각리, 구룡리, 두릉리, 백현리, 성산리, 성재리, 신평리, 양청리, 용두리, 중신리, 후기리, 화산리(花山里) |
| 청안군 서면 여상리/여중리/여하리/(청주군 북강외일상면)화산리 일부 | 오창면 여천리 |
- 1946년 6월 1일 청원군 오창면
- 2007년 1월 1일 청원군 오창읍
- 2014년 7월 1일 청원구 오창읍
- 2021년 5월 3일 대읍체제 전환[4]

## 행정 구역
| 법정리       | 한자명 | 행정리                                                                          | 비고     |
| ------------ | ------ | ------------------------------------------------------------------------------- | -------- |
| 여천리       | 呂川里 | 여천1리, 여천2리                                                                |          |
| 화산리(華山) | 華山里 | 화산리                                                                          |          |
| 유리         | 油里   | 유리                                                                            |          |
| 일신리       | 日新里 | 일신리                                                                          |          |
| 모정리       | 慕亭里 | 모정1리, 모정2리                                                                |          |
| 학소리       | 鶴巢里 | 학소리                                                                          |          |
| 원리         | 院里   | 원1리, 원2리                                                                    |          |
| 복현리       | 卜峴里 | 복현1리, 복현2리, 복현3리, 복현4리                                              |          |
| 양지리       | 陽地里 | 양지리                                                                          |          |
| 장대리       | 場垈里 | 장대1리, 장대2리, 장대3리, 장대4리                                              | 읍소재지 |
| 창리         | 倉里   | 창리1리, 창리2리, 창리3리, 창리4리, 창리5리                                     |          |
| 주성리       | 主城里 | 주성1리~주성13리                                                                |          |
| 송대리       | 松垈里 | 송대리                                                                          |          |
| 도암리       | 挑岩里 | 도암리                                                                          |          |
| 괴정리       | 槐亭里 | 괴정1리, 괴정2리, 괴정3리, 괴정4리                                              |          |
| 가곡리       | 佳谷里 | 가곡1리, 가곡2리, 가곡3리                                                       |          |
| 석우리       | 石隅里 | 석우리                                                                          |          |
| 상평리       | 上坪里 | 상평리                                                                          |          |
| 기암리       | 機岩里 | 기암리                                                                          |          |
| 탑리         | 塔里   | 탑리                                                                            |          |
| 농소리       | 農所里 | 농소리                                                                          |          |
| 신평리       | 新坪里 | 신평1리, 신평2리                                                                |          |
| 중신리       | 中新里 | 중신리                                                                          |          |
| 각리         | 角里   | 각1리~각41리                                                                    |          |
| 양청리       | 陽靑里 | 양청1리, 양청2리, 양청3리, 양청4리, 양청5리, 양청6리, 양청7리, 양청8리, 양청9리 |          |
| 구룡리       | 九龍里 | 구룡1리, 구룡2리, 구룡3리, 구룡4리, 구룡5리, 구룡6리                            |          |
| 성산리       | 星山里 | 성산1리, 성산2리                                                                |          |
| 후기리       | 厚基里 | 후기1리, 후기2리                                                                |          |
| 용두리       | 龍頭里 | 용두리                                                                          |          |
| 화산리(花山) | 花山里 | 화산리                                                                          |          |
| 가좌리       | 佳佐里 | 가좌1리, 가좌2리, 가좌3리                                                       |          |
| 두릉리       | 杜陵里 | 두릉리                                                                          |          |
| 성재리       | 盛才里 | 성재1리, 성재2리, 성재3리, 성재4리                                              |          |
| 백현리       | 栢峴里 | 백현1리, 백현2리                                                                |          |
| 34리         |        | 126행정리                                                                       |          |

## 오창과학산업단지
오창과학산업단지는 오창읍과 흥덕구 옥산면 일부에 위치한 산업단지이다. 1992년 5월 지방공업단지로 지정되었으며, 1997년에 945만m2 규모로 착공하여 2002년에 준공하였다. 2005년에 오창과학단지가 설립되어 LG화학, 삼성SDI, 유한양행 등 대기업과 중소기업 등 여러 공장들이 조성하였다.

## 교통
- 청주북부터미널
- 오창 나들목
- 증평 나들목
- 서오창 나들목
- 오창 분기점

## 주요 시설
- 오창과학산업단지
- 청주 삼월비(충북문화재자료 14호)
- 장자(長者) 성터, 동고정, 충열각
- 송천서원, 기암서원
- 목령산성
- 괴정리의 석가여래상
- 괴정리 현풍곽씨 정려문
- 창리의 석조보살입상

## 교육 기관
- 각리초등학교
- 비봉초등학교
- 양청초등학교
- 오창초등학교
- 창리초등학교
- 청원초등학교
- 각리중학교
- 양청중학교
- 오창중학교
- 양청고등학교
- 오창고등학교
- 청원고등학교

## 주요 기관
- 충북지방중소기업청
- 청원보건소
- 청주오창호수도서관
- 충청북도 농업기술원
- 홈플러스 오창점
- 메가박스 오창점

## 주거

### 아파트
| 단지명                | 건설사                    | 시행사             | 주소          | 주소   | 입주        | 비고 |
| --------------------- | ------------------------- | ------------------ | ------------- | ------ | ----------- | ---- |
| 청원오창 우림필유 1차 | ㈜우림건설                | 이원건설㈜         | 오창중앙로 13 | 각리   | 2006년 5월  |      |
| 청원오창 우림필유 2차 | ㈜우림건설                | 빌더스씨앤디㈜     | 오창중앙로 65 | 각리   | 2006년 11월 |      |
| 청원오창 이안         | 대우자동차판매㈜ 건설부문 | 빌더스씨앤디㈜     | 오창중앙로 83 | 각리   | 2006년 2월  |      |
| 청원오창 쌍용스윗닷홈 | 쌍용건설                  | ㈜LCD산업          |               | 각리   | 2006년 5월  |      |
| 오창 한라비발디       | 에이치엘디앤아이한라㈜    | ㈜건우피엠         | 오창중앙로 94 | 각리   | 2006년 5월  |      |
| 오창 중앙하이츠빌     | 중앙건설                  | 한국토지신탁       | 오창중앙로 32 | 각리   | 2006년 5월  |      |
| 코아루                | ㈜원건설                  | 한국토지신탁       | 오창중앙로 27 | 각리   | 2006년 6월  |      |
| 대원칸타빌 (1산단)    | ㈜대원                    | ㈜대원             |               | 각리   | 2006년 7월  |      |
| 대원칸타빌 (2산단)    | ㈜대원                    | ㈜대원건설         | 2산단4로 55   | 창리   | 2017년 2월  |      |
| 모아미래도 와이드파크 | ㈜모아종합건설            | ㈜씨에이치아이건설 | 2산단4로 45   | 창리   | 2016년 1월  |      |
| 모아미래도 와이드시티 | ㈜미래도건설              | ㈜씨에이치아이건설 | 2산단로 167   | 주성리 | 2016년 1월  |      |